# SIG KE7
El SIG KE7 es una ametralladora ligera diseñada y fabricado en Suiza en la década anterior a la Segunda Guerra Mundial. A pesar de que fue exportada, nunca fue utilizada por el Ejército suizo.

## Descripción
La SIG KE7 es una ametralladora ligera refrigerada por aire operada por retroceso con cerrojo basculante. Es alimentada con un cargador de caja curvo montado en la parte inferior del arma, con capacidad para 25 cartuchos. Posee un bípode plegable ligero en la cubierta del cañón perforado y se puede instalar un monopie trasero adicional. Una característica notable del arma es un recorrido muy largo del porta cerrojo (alrededor de 6 cm, 2,4 pulgadas) antes de que comience a tirar del cerrojo hacia atrás y extraer la vaina disparada. Da más tiempo para que la presión en el cañón baje para una extracción más fácil.

## Historia
La ametralladora ligera KE7 fue diseñada por Pál Király y Gotthard End en la fábrica de armas pequeñas SIG en Neuhausen am Rheinfall. La producción comenzó en 1929 y la mayoría de las armas se exportaron a la República de China con recámara para munición Mauser de 7,92 × 57 mm. El gobierno chino compró 3.025 de Suiza entre 1928 y 1939, y el gobierno provincial de Guangdong compró 200 KE7 con 4.000 cargadores en diciembre de 1928. En 1933, Liu Xiang financió la adquisición de maquinaria por parte de Huaxing Machine Works para un taller en Chongqing. De 1933 a 1936, produciría 6.000 copias de la KE7. Tres meses después de que comenzara la guerra con Japón, el taller sería requisado por el gobierno chino y produciría copias del ZB-26 después de 1939.
El KE7 se utilizaría durante la guerra civil china, la segunda guerra sino-japonesa y la guerra de Corea. También se fabricaron algunas KE7 para exportar a América Latina y Etiopía. En 1930, se proporcionaron ejemplos de pruebas realizadas por el ejército británico para encontrar un reemplazo para la ametralladora Lewis, aunque una ZB vz. 26 modificada fue finalmente adoptada como la ametralladora Bren.

## Usuarios
- República de China: Utilizó al menos 3225 originales y 6000 de fabricación nacional.
- China
- Imperio etíope
- Colombia
- Costa Rica
- Uruguay
- Segunda República Española: Compra 100 originales en 1935.